# Mulheres negras na política latino-americana
Embora as mulheres negras sejam sub-representadas na política em quase todos os países latino-americanos, o número de mulheres identificadas como negras que foram eleitas para cargos do executivo e legislativo nas últimas décadas vem aumentando. Esse aumento, ainda que pequeno, é resultado de lutas constantes que antecedem a conquista do voto feminino.

### Mulheres negras na política latino-americana
| Brasil                                       | Brasil                          | Brasil              | Brasil                                          | Brasil                |
| Nome                                         | Cargo                           | Local               | Partido                                         | Ano                   |
| -------------------------------------------- | ------------------------------- | ------------------- | ----------------------------------------------- | --------------------- |
| Theodosina Rosario Ribeiro                   | Deputada Estadual               | São Paulo           | Partido Liberal                                 |                       |
| Benedita Sousa da Silva Sampaio              | Senadora                        | Rio de Janeiro      | PT                                              | 1994                  |
| Marina Silva                                 | Senadora                        | Acre                | REDE                                            | 1995 a 2011           |
| Erica Hilton                                 | Deputada Federal                | São Paulo           | PSOL                                            | 2022                  |
| Janete Rocha Pietá                           | Deputada Federal                | São Paulo           | PT                                              | 2006                  |
| Jurema Batista                               | Deputada Estadual               | Rio de Janeiro      | PT                                              | 2002                  |
| Leci Brandão da Silva                        | Deputada Estadual               | São Paulo           | PCdoB                                           | 2010                  |
| Maria Olivia Santana                         | Deputada Estadual               | Bahia               | PCdoB                                           |                       |
| Rosangela Gomes                              | Deputada                        | Rio de Janeiro      |                                                 |                       |
| Maria do Rosário de Fátima Bezerra Rodrigues | Vereadora                       | Teresina            |                                                 | 2008                  |
| Cristina Almeida                             | Deputada Estadual               | Amapá               | PSB                                             | 2010                  |
| Fátima Santiago                              | Vereadora                       | Maceió              |                                                 | 2002                  |
| Marielle Francisco da Silva                  | Vereadora                       | Rio de Janeiro      | PSOL                                            | 2017 a 2018           |
| Tainá de Paula                               | Vereadora                       | Rio de Janeiro      |                                                 |                       |
| Renta Souza                                  | Deputada Estadual               | Rio de Janeiro      |                                                 |                       |
| Áurea Carolina                               | Deputada Federal                | Belo Horizonte      |                                                 |                       |
| Daiana Santos                                | Deputada Federal                | Rio Grande do Sul   | PCdoB                                           | 2022                  |
| Paula da Bancada Feminista                   | Deputada Estadual               | São Paulo           | PSOL                                            | 2022                  |
| Camila Valadão                               | Deputada Estadual               | Espírito Santo      | PSOL                                            | 2022                  |
| Ana Paula Siqueira                           | Deputada Estadual               | Minas Gerais        | Rede                                            | 2022                  |
| Carol Dartora                                | Deputada Federal                | Paraná              | PT                                              | 2022                  |
| Denise Pessoa                                | Deputada Federal                | Rio Grande do Sul   | PT                                              | 2022                  |
| Jackeline Rocha                              | Deputada Federal                | Espírito Santo      | PT                                              | 2022                  |
| Ivoneide Caetano                             | Deputada Federal                | Bahia               | PT                                              | 2022                  |
| Dandara Tonantzin                            | Deputada Federal                | Minas Gerais        | PT                                              | 2022                  |
| Leninha                                      | Deputada Estadual               | Minas Gerais        | PT                                              | 2022                  |
| Macaé Evaristo                               | Deputada Estadual               | Minas Gerais        | PT                                              | 2022                  |
| Andréia de Jesus                             | Deputada Estadual               | Minas Gerais        | PT                                              | 2022                  |
| Rosa Amorim                                  | Deputada Estadual               | Pernambuco          | PT                                              | 2022                  |
| Veronica Lima                                | Deputada Estadual               | Rio de Janeiro      | PT                                              | 2022                  |
| Divaneide Basílio                            | Deputada Estadual               | Rio Grande do Norte | PT                                              | 2022                  |
| Laura Sito                                   | Deputada Estadual               | Rio Grande do Sul   | PT                                              | 2022                  |
| Thainara Faria                               | Deputada Estadual               | São Paulo           | PT                                              | 2022                  |
|                                              |                                 |                     |                                                 |                       |
| Bolívia                                      |                                 |                     |                                                 |                       |
| Celia Andrea Bonilla Jemio                   | Deputada Uninominal             |                     |                                                 | 2015–2020             |
| Mónica Rey Gutiérrez                         | Deputada Nacional               |                     |                                                 |                       |
| Ancelma Perlacios Peralta                    | Senadora                        | La Paz              |                                                 | 2015–2020             |
|                                              |                                 |                     |                                                 |                       |
| Peru                                         |                                 |                     |                                                 |                       |
| Martha Moyano Delgado                        | Congresso da República          | Peru                |                                                 | 2021–2026             |
| Rosángella Barbarán Reyes                    | Congresso da República          | Peru                |                                                 | 2021–2026             |
| Cecilia Tait                                 | Congresso da República          | Peru                | Aprista Peruano                                 | 2001–2006 e 2011–2016 |
| Rossmary Palma Reyes                         | Regidora distrital              | El Carmen           |                                                 | (2023–2026            |
| Zoraida González Díaz                        | Regidora distrital em Mala      | Lima                |                                                 | 2023–2026             |
|                                              |                                 |                     |                                                 |                       |
| Venezuela                                    |                                 |                     |                                                 |                       |
| Gladys Requena                               | Deputada da Assembleia Nacional |                     | PSUV                                            | 2021–2026             |
|                                              |                                 |                     |                                                 |                       |
| Colômbia                                     |                                 |                     |                                                 |                       |
| Francia Marques Mina                         | Vice-presidente                 | Colômbia            |                                                 | 2022                  |
|                                              |                                 |                     |                                                 |                       |
| Equador                                      |                                 |                     |                                                 |                       |
| Paola Pabón                                  | Prefeita                        | Pichincha           |                                                 |                       |
| Paola Cabezas                                | Assembleia Nacional             |                     |                                                 | 2021 a 2023           |
| Mariana Yumbay                               | Assembleia Nacional             |                     |                                                 | 2023                  |
|                                              |                                 |                     |                                                 |                       |
| Uruguai                                      |                                 |                     |                                                 |                       |
| Gloria Rodríguez                             | Deputada suplente               |                     | Partido Nacional                                | 2015-2020             |
| Claudia de Los Santos                        | Deputada                        |                     |                                                 | 2015-2020             |
| Angelina Vunge                               | Deputada                        |                     | Partido Nacional                                | (2019-2021            |
| Susana Andrade                               | Deputadoa                       |                     |                                                 | 2020-2025             |
| Adriana Sánchez                              | Alcaldesa                       |                     |                                                 | 2020-2025             |
|                                              |                                 |                     |                                                 |                       |
| Costa Rica                                   |                                 |                     |                                                 |                       |
| Epsy Campbell Barr                           | Vice-presidente                 | Costa Rica          | Partido Ação Cidadã                             | 2018–2022             |
| Angie Cruickshank Lambert                    | Defensora dos Habitantes        |                     | Partido Liberación Nacional                     | 2023                  |
| Eulalia Bernard                              | Candidata a deputada            |                     | Partido Pueblo Unido                            | 1986                  |
|                                              |                                 |                     |                                                 |                       |
| Guatemala                                    |                                 |                     |                                                 |                       |
| Marleni Matías Santiago                      | Deputada                        |                     | Unidade Nacional da Esperança                   | 2018–2024             |
|                                              |                                 |                     |                                                 |                       |
| Panamá                                       |                                 |                     |                                                 |                       |
| Gumercinda Páez                              | Assembleia Nacional             |                     | Liga Feminista Patriótica                       | 1945–1946             |
| Walkiria Chandler D'Orcy                     | Deputada suplente               |                     | Livre Postulação                                | 2024                  |
|                                              |                                 |                     |                                                 |                       |
| EL Salvado                                   |                                 |                     |                                                 |                       |
| Irma Amaya                                   | Deputada                        |                     |                                                 |                       |
| Claudia Ortiz                                | Deputada                        |                     |                                                 |                       |
|                                              |                                 |                     |                                                 |                       |
| Nicarágua                                    |                                 |                     |                                                 |                       |
| Shaira Downs Morgan                          | Deputada Nacional               |                     | Partido Frente Sandinista de Liberação Nacional | 2021                  |
| Raquel Doixon                                | Deputada                        |                     |                                                 |                       |
| Dorotea Wilson Tathum                        | Deputada                        |                     |                                                 |                       |
| Nadeska Cuthbert                             | Vice-prefeita                   | Islas del Maíz      |                                                 |                       |
|                                              |                                 |                     |                                                 |                       |
| Cuba                                         |                                 |                     |                                                 |                       |
| Zuleica Romay Guerra                         | Assembleia Nacional             |                     |                                                 |                       |
|                                              |                                 |                     |                                                 |                       |
|                                              |                                 |                     |                                                 |                       |
| Haiti                                        |                                 |                     |                                                 |                       |
| Yvose Pierre                                 | Deputada                        |                     |                                                 | 1961                  |
| Aviole Paul-Blanc                            | Deputada                        |                     |                                                 |                       |
| Marie Jossie Etienne                         | Deputada                        |                     |                                                 |                       |
| Ogline Pierre                                | Deputada                        |                     |                                                 |                       |
| Guerda Benjamin Bellevue                     | Deputada                        |                     |                                                 |                       |
| Marie Danise Bernadeau                       | Deputada                        |                     |                                                 |                       |
| Ruffine Labbé                                | Deputada                        |                     |                                                 |                       |
| Edmonde Supplice Beauzile                    | Senadora                        |                     |                                                 |                       |
|                                              |                                 |                     |                                                 |                       |
| República Dominicana                         |                                 |                     |                                                 |                       |
| Minou Tavárez Mirabal                        | Deputada                        |                     | Partido Alianza País                            |                       |
|                                              |                                 |                     |                                                 |                       |
| México                                       |                                 |                     |                                                 |                       |
| María Celeste Sánchez Sugía                  | Senadora                        |                     | Partido Morena                                  |                       |
| Beatriz Mojica Morga                         | Deputada Estadual               |                     | Partido Revolucionario Institucional            | 1958                  |
| Aurora Jiménez de Palacios                   | Deputada Federal                |                     |                                                 | 1976                  |
| María Levalle Urbina                         | Senadora                        |                     |                                                 |                       |
| Alicia Arrellano Tapia                       | Senadora                        |                     |                                                 |                       |
| María Elena Orantes                          | Senadora                        |                     | Partido Revolucionario Institucional            |                       |

Referencias
1. 1 2  PORTAL GELEDÉS,   Portal Geledés. 13 mulheres negras brasileiras de destaque na política. 13 mulheres negras brasileiras de destaque na política, 21022013. Disponível em: https://www.geledes.org.br/13-mulheres-negras-brasileiras-de-destaque-na-politica/?amp=1&gad_source=1&gbraid=0AAAAADnS6iCTZc4_-6bFpreXhQISx2tcI. Acesso em: 30 maio 2025.
2. ↑  VICEPRESIDENCIA DEL ESTADO. La comunidad afroboliviana reivindicó sus derechos a través de la música. ONU Mujeres – América Latina y el Caribe, [s.d.]. Disponível em: https://lac.unwomen.org/es/noticias-y-eventos/articulos/2021/11/afrobolivianos-reivindican sus-derechos-a-traves-de-la-musica. Acesso em: 1 maio 2025.
3. ↑  G1, G1. Brasil elege número recorde de mulheres e negros para a Câmara dos Deputados. Brasil elege número recorde de mulheres e negros para a Câmara dos Deputados, 03102022. Disponível em: https://g1.globo.com/politica/eleicoes/2020/eleicao-em-numeros/noticia/2022/10/03/brasil-elege-numero-recorde-de-mulheres-e-negros-para-a-camara.ghtml. Acesso em: 30 maio 2025.